# ادل تریسه هویست
ادل تریسه هویست (انگلیسی: Edel Therese Høiseth؛ زادهٔ ۲۷ ژانویهٔ ۱۹۶۶) اسکیت‌باز سرعت اهل نروژ است.